# Víktor Hambardzumyan
Víktor Hamazaspi Hambardzumián (en armenio: Վիկտոր Համազասպի Համբարձումյան, en ruso: Ви́ктор Амаза́спович Амбарцумя́н; Tiflis, 5 de septiembrejul./ 18 de septiembre de 1908greg. – Byurakán, 12 de agosto de 1996) fue un astrofísico armenio soviético, fundador de la escuela de astrofísica teórica en la Unión Soviética.

## Biografía
Hijo de un distinguido filólogo armenio. En 1925, entró en la Universidad de Leningrado —Universidad Estatal de San Petersburgo, en la actualidad—, publicando al año siguiente un documento sobre la actividad solar, uno de los diez que publicó antes de graduarse en 1928, y entre 1928 y 1931 realizó un posgrado de astrofísica en el Observatorio de Púlkovo bajo la dirección de Aristarj Belopolski. 
Entre 1934 y 1946, trabajó como profesor de astrofísica en la Universidad de Leningrado, siendo entre 1941 y 1943 vicerrector de la misma. En 1939, fue elegido miembro de la Academia de Ciencias de la Unión Soviética, y en 1947 ejerció de profesor de astrofísica en la Universidad Estatal de Ereván, en la RSS de Armenia.
En 1946, organizó la construcción del Observatorio de Byurakán, siendo previamente elegido director en 1944, cargo que ocupó hasta 1988.

### Obra y descubrimientos
El trabajo de Ambartsumián se centró sobre todo en la evolución de los sistemas estelares, sobre todo galaxias y pequeños cúmulos estelares, y en los procesos que tienen lugar en la evolución de las estrellas.
En 1932, ideó una teoría sobre cómo afectaba la radiación ultravioleta radiada por las estrellas azules calientes en el gas circundante, una teoría que le llevó a publicar una serie de artículos sobre la física de las nubes gaseosas. Entre 1934 y 1936 realizó análisis estadísticos de los sistemas estelares, y se dio cuenta de que era aplicable a multitud de situaciones, tales como la evolución de los sistemas binarios o los cúmulos estelares.

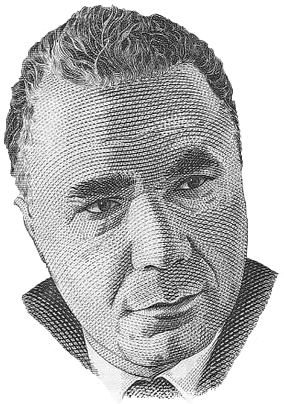
Víktor Hambardzumián

Entre 1941 y 1943, estudió el comportamiento de la luz en un medio de dispersión del espacio cósmico, lo cual supuso una herramienta importante en el avance de la geofísica, la investigación espacial, y la astrofísica, sobre todo en los estudios de materia interestelar.
En 1947, Ambartsumián introdujo el término «asociación estelar», que son cúmulos estelares débilmente unidos por la gravedad, compuestos generalmente por estrellas jóvenes y calientes, cuya edad no es mayor de unos pocos millones de años, pues pasado ese tiempo las fuerzas gravitacionales y de marea de la galaxia las dispersan. Esto se traduce en el hecho de que la formación de estrellas todavía tiene lugar en nuestra galaxia.
Más tarde, estudió la atmósfera de las estrellas y su relación con los cambios en las características físicas, tales como la masa, la luminosidad, o la densidad, y vio que estos cambios estaban relacionados con la expulsión de energía interestelar en las capas externas de las estrellas. También estudió los procesos no estacionarios de las galaxias, contribuyendo al estudio de la evolución de las mismas.
En 1955, sostuvo que la idea de las galaxias interactuantes propuesta por Rudolph Minkowski y Walter Baade para explicar algunas fuentes de radio, tales como Cygnus A, no explicaba toda la energía producida. Para ello propuso que la fuente de energía eran las tremendas explosiones ocurridas en las densas regiones centrales de las galaxias, lo cual sí que proporcionaba los 1055 julios necesarios emitidos por las fuentes de radio más potentes. Todas estas ideas vienen recogidas en su libro Theoretical Astrophysics, escrito en 1958.

## Libros
- Astrofísica Teórica (en inglés: Theoretical Astrophysics, 1958)[6]
- Problemas de la cosmogonía moderna (en ruso: Problemy sovremennoi kosmogonii,  1969)
- Problemas filosóficos del estudio del universo (en ruso: Filosofskie voprosy nauki o Vselennoi, 1973)

El primero de ellos, Astrofísica Teórica, es  un libro que ha sido traducido a multitud de idiomas diferentes y que ha pasado por múltiples ediciones. En el libro enfoca varios problemas astronómicos desde su punto de vista, y estudia las señales de radio procedentes de fuera de la Vía Láctea.